# Severní Mariany
Severní Mariany (anglicky Northern Mariana Islands  [ˈnɔrðərn mɛəriˈænə ˈaɪləndz]IPA, chamorro: Sankattan Siha Na Islas Mariånas, karolínsky: Commonwealth Téél Falúw kka Efáng llól Marianas) jsou nezačleněným územím a Společenstvím Spojených států tvořeným patnácti ostrovy v souostroví Mariany ležící v západní části Tichého oceánu. Nejjižnějším ostrovem v souostroví Mariany je ostrov Guam, který je sám o sobě dalším ostrovním územím USA.
Ministerstvo vnitra Spojených států amerických uvádí, že rozloha ostrovů dosahuje 475,26 km². V roce 2010 bydlelo na ostrovech 53 883 obyvatel. Většina obyvatel žije na ostrovech Saipan, Tinian a Rota. Ostrov Pagan byl naopak evakuován kvůli vulkanické erupci.
Administrativním centrem je vesnice Capitol Hill na severozápadě Saipanu. Jako hlavní město někdy je uváděn celý ostrov Saipan.

## Historie
První lidé začali Severní Mariany osídlovat mezi 4. a 2. stoletím př. n. l. Po setkání se Španěly se domorodcům začalo říkat Čamorové.
Prvním Evropanem, který spatřil ostrovy, byl Fernão de Magalhães na své cestě kolem světa 6. března 1521.
V roce 1667 Španělsko prohlásilo souostroví za svou kolonii (spolu s Filipínami a Karolínami), která se jmenovala Španělská Východní Indie. Název dostaly ostrovy podle španělské královny Marie Anny Habsburské.
Během 19. století byla demografie souostroví výrazně proměněna imigrací austronésanů ze souostroví Karolíny především ostrovů Chuuk a Yap.
Španělská nadvláda trvala až do španělsko-americké války (1898). Po porážce Španělska anektovaly USA ostrov Guam, Severní Mariany byly prodány Německu, které je začlenilo do své kolonie Německá Nová Guinea. Po první světové válce přešla správa Severních Marian pod správu Japonska, po druhé světové válce pod Poručenské území Tichomořské ostrovy.

## Symboly
Severní Mariany, závislé území USA, užívá vedle amerických symbolů i své vlastní.

### Vlajka
Severomarianská vlajka je tvořena modrým listem o poměru stran 20:39 s uprostřed umístěným znakem, ovšem bez nápisů které jsou okolo znaku.

### Hymna
Severomarianská hymna je píseň Gi Talo Gi Halom Tasi (česky Uprostřed moře). Text v jazyce Chamorro, na německou lidovou melodii, napsali (zřejmě po druhé světové válce) bratři Jose a Joaquin Pangelinan.

## Geografie
Severní Mariany jsou spolu s ostrovem Guam součástí souostroví Mariany. Jižní ostrovy jsou tvořeny vápencovými terasami lemovanými korálovým útesy. Severní ostrovy jsou vulkanické s aktivními sopkami na včetně Anatahanu, Agriganu a Paganu. Sopka Agrigan dosahuje 965 m a je tak nejvyšší horou souostroví.

### Ostrovy Severních Marian

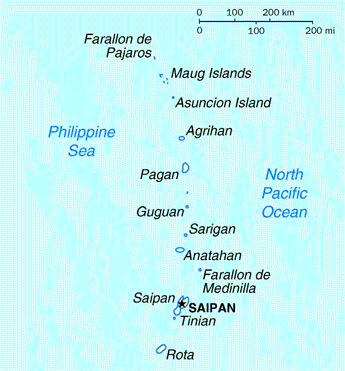
Mapa Severních Marian

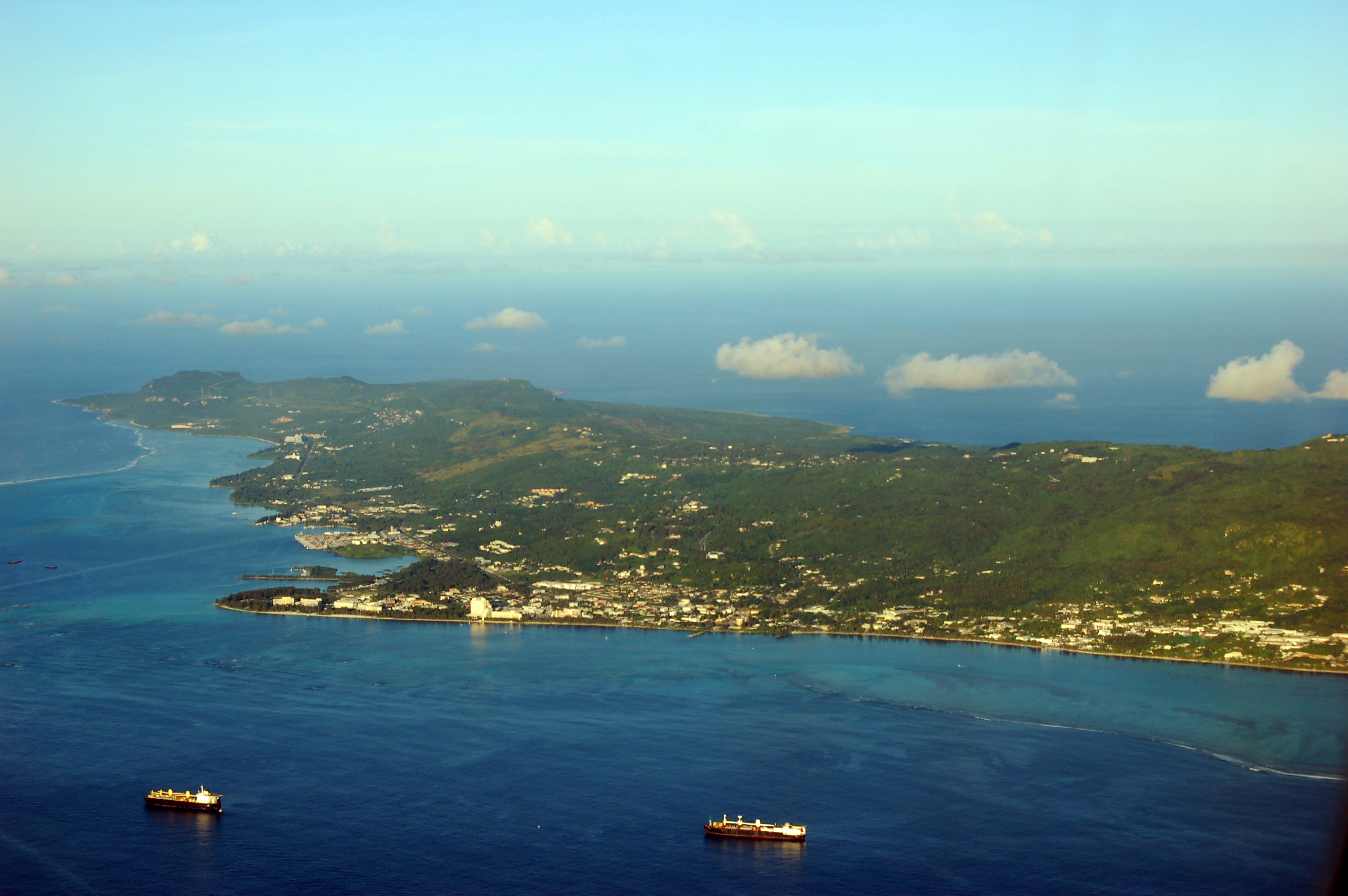
Saipan

Ostrovy jsou seřazeny od severu k jihu. Počet obyvatel je ze sčítání z roku 2010. V minulosti byly dnes neobývané ostrovy (Agrihan, Pagan a Anatahan) opuštěny z důvodu erupce vulkánů.
| Č.                                                       | Název ostrova                 | Plocha (km²) | Poč. obyvatel | Výška (m) | Nejvyšší bod         | Poloha                                               |
| -------------------------------------------------------- | ----------------------------- | ------------ | ------------- | --------- | -------------------- | ---------------------------------------------------- |
| Severní ostrovy                                          |                               |              |               |           |                      |                                                      |
| 1.                                                       | Farallon de Pajaros (Urracas) | 2,55         | 0             | 319       |                      | 20°33′ s. š., 144°54′ v. d.                          |
| 2.                                                       | Maug Islands                  | 2,13         | 0             | 227       | (North Island)       | 20°2′ s. š., 145°19′ v. d.                           |
| 3.                                                       | Asuncion                      | 7,31         | 0             | 891       |                      | 19°43′ s. š., 145°41′ v. d.                          |
| 4.                                                       | Agrigan (Agrihan)             | 43,51        | 0             | 965       | Mount Agrihan        | 18°46′ s. š., 145°40′ v. d.                          |
| 5.                                                       | Pagan                         | 47,24        | 0             | 579       | Mount Pagan          | 18°8′36″ s. š., 145°47′39″ v. d.                     |
| 6.                                                       | Alamagan                      | 11,11        | 0             | 744       | Alamagan             | 17°35′ s. š., 145°50′ v. d.                          |
| 7.                                                       | Guguan                        | 3,87         | 0             | 301       |                      | 17°20′ s. š., 145°51′ v. d.                          |
| 8.                                                       | Zealandia Bank                | >0,00        | 0             | >0        |                      | 16°45′ s. š., 145°42′ v. d.                          |
| 9.                                                       | Sarigan                       | 4,97         | 0             | 549       |                      | 16°43′ s. š., 145°47′ v. d.                          |
| 10.                                                      | Anatahan                      | 31,21        | 0             | 787       |                      | 16°22′ s. š., 145°40′ v. d.                          |
| 11.                                                      | Farallon de Medinilla         | 0,85         | 0             | 81        |                      | 16°1′ s. š., 146°4′ v. d.                            |
| Jižní ostrovy (3 administrativní jednotky, municipality) |                               |              |               |           |                      |                                                      |
| 12.                                                      | Saipan                        | 115,38       | 48 220        | 474       | Mount Tapochau       | 15°11′6″ s. š., 145°44′28″ v. d.                     |
| 13.                                                      | Tinian                        | 101,01       | 3 136         | 170       | Kastiyu (Lasso Hill) | 14°57′12″ s. š., 145°38′54″ v. d.                    |
| 14.                                                      | Agiguan (Aguijan)             | 7,10         | 0             | 157       | Alutom               | 14°42′ s. š., 145°18′ v. d.                          |
| 15.                                                      | Rota                          | 85,39        | 2 527         | 491       | Mt. Manira           | 14°8′37″ s. š., 145°11′8″ v. d.                      |
|                                                          | Severní Mariany               | 463,63       | 53 883        | 965       | Mount Agrihan        | od 14°08' do 20°33' s.š., od 144°54° do 146°04' v.d. |

### Klima
Severní Mariany mají přímořské tropické klima ovlivňované sezónními severovýchodními pasáty s malými teplotními výkyvy v průběhu roku. Období sucha trvá od prosince do června. Období dešťů trvá od července do listopadu a může zahrnovat tajfuny.